# Суземка (станция)
Сузе́мка — пограничная станция Московской железной дороги — железнодорожный пограничный переход (ЖДПП), расположена в посёлке Суземка Брянской области, примерно в 9 километрах от линии государственной границы с Украиной. Открыта в 1907 году.

## Описание
Станция 3 класса на электрифицированном переменным током участке главного (Киевского) хода МЖД. Одноимённый железнодорожный пограничный погранпереход открыт в 2003 году, после закрытия пригородного сообщения между Суземкой и Хутором-Михайловским в марте того же года.
Здание пассажирского вокзала (1907) с билетными кассами, кафе и отделениями полиции и таможни. Имеется высокий пешеходный мост. Территория станции огорожена и охраняется как режимный объект пограничной зоны.
От станции отходит однопутная неэлектрифицированная ветка на Трубчевск с ответвлением на Белую Берёзку. В настоящее время этот участок малодеятелен, пассажирское движение там отсутствует.

## История
В 1904 году на частной Московско-Киево-Воронежской железной дороге началось строительство участка Навля — Зёрново длиной 74 версты. Строительство велось в непростых условиях густого леса и заболоченной местности с привлечением местного крестьянского населения. Рельсы приобретались в Брянске, а шпалы на соседних лесопилках.
Железнодорожная станция с вокзалом, домом специалистов и служебными постройками была открыта в селе Суземка Трубчевского уезда в августе 1907 года, одновременно с запуском правильного движения поездов по новому участку.
Часть поездов до Киева из Москвы и других городов империи пустили по более короткому пути до Конотопа — через Навлю и Зёрново, а часть, как и ранее, следовали через Льгов-Киевский и Ворожбу.
В 1909 году был проект Донецко-Балтийской железной дороги, который должен был соединить Льгов и Ригу в районе Торнякалнс через Рассуху, Сураж, Могилёв I, Бобр, Парфьянов, Годутишки. Он предполагал строительство второй станции в Суземке. Участок от Суземки до Трубчевска в основном повторил трассу этого проекта.
В Первую мировую и Великую отечественную войны Суземка становится значимым стратегическим пунктом -транспортным узлом, через который осуществлялась эвакуация предприятий и населения из Юго-Западных областей страны, на фронт шли воинские эшелоны, в тыл — санитарные поезда.
С началом немецкой оккупации посёлок и станция оказываются в центре партизанской борьбы. Партизаны минировали пути, взрывали участки железнодорожного полотна, уничтожали живую силу и технику противника.
С 1952 по 1954 годы силами подразделений железнодорожных войск на участке Навля — Суземка — Конотоп был проложен второй путь, расширена и укреплена путевая насыпь. В 1967 году участок от Брянска до Суземки был полностью электрифицирован переменным током 25 кВ и сдан в эксплуатацию. С распадом Советского Союза станция становится приграничной. В 2003 году здесь организован пограничный пропускной пункт.

## Пассажирское движение
Через станцию проходит небольшое количество пригородных поездов сообщением до Брянска и Ордженикидзеграда. Маршруты обслуживает АО «Центральная ППК» электропоездами ЭД9Т и ЭД9М, приписанными к ТЧ-45 Брянск-I (МВПС).
После введения коронавирусных ограничений в 2020 году, связанных с закрытием государственных границ, обращение поездов дальнего следования по станции прекращено.
С февраля 2022 года движение через границу полностью прекращено.